# Duwayne Dunham
Duwayne Dunham (* 17. November 1952 in Los Angeles) ist ein US-amerikanischer Filmeditor und Regisseur.

## Leben
Dunham ist seit den 1970er Jahren im Filmschnitt tätig. Für die Twin Peaks-Pilotfolge Das Geheimnis von Twin Peaks wurde er 1990 mit einem Emmy für den besten Schnitt ausgezeichnet.
Seit Anfang der 1990er Jahre ist er auch als Film- und vor allem Fernsehregisseur aktiv.

## Filmografie (Auswahl)
als Editor:
- 1983: Die Rückkehr der Jedi-Ritter (Return of the Jedi)
- 1985: Das mörderische Paradies (The Mean Season)
- 1986: Blue Velvet
- 1987: Cherry 2000
- 1990: Das Geheimnis von Twin Peaks
- 1990: Wild at Heart – Die Geschichte von Sailor und Lula (Wild at Heart)
- 2017: Twin Peaks (Fernsehserie, 18 Folgen)
- 2020: Die Besessenen (The Turning)

als Regisseur:
- 1993: Zurück nach Hause – Die unglaubliche Reise (Homeward Bound: The incredible Journey)
- 1994: Kleine Giganten (Little Giants)
- 1998: X-Factor: Das Unfassbare (X-Factor, Fernsehserie, 7 Folgen)
- 1998: Halloween Town – Meine Oma ist ’ne Hexe (Halloweentown)
- 1999: Santa & Pete
- 2002: Double Teamed – Ein Traum wird wahr (Double Teamed)
- 2010–2011: Star Wars: The Clone Wars (2 Folgen)